# Minuit 2
Minuit 2 est le nom français donné à la première partie d'un recueil de quatre romans courts de Stephen King, publié en 1990 et nommé Four Past Midnight. Ce recueil a remporté le prix Bram Stoker du meilleur recueil de nouvelles 1990.  
Les Langoliers et Vue imprenable sur jardin secret constituent les deux romans courts de Minuit 2, les deux autres romans courts ayant été publiés en français dans le livre Minuit 4.

## Contenu
- Les Langoliers, 1991 ((en) The Langoliers, 1990)
- Vue imprenable sur jardin secret, 1991 ((en) Secret Window, Secret Garden, 1990)

## Résumés

### Les Langoliers
Lors d'un vol entre Los Angeles et Boston, dix passagers d'un avion qui s'étaient endormis se réveillent pour se rendre compte que tous les autres passagers ont disparu et qu'il ne reste que des objets qu'ils portaient sur eux ou même à l'intérieur de leurs corps (broches chirurgicales, plombages). Par chance, l'un d'eux, Brian Engle, est un pilote de ligne qui se rendait aux funérailles de son ex-épouse. Incapables d'entrer en contact radio avec qui que ce soit, ils décident d'atterrir sur le petit aéroport  de Bangor malgré les protestations de Craig Toomy, un homme d'affaires sur le point de craquer nerveusement. Après l'atterrissage, ils trouvent l'aéroport désert et, de plus, les odeurs, les goûts et les sons sont différents, comme s'ils provenaient d'un proche passé et non du présent. Ils entendent également un son menaçant qui se rapproche lentement et que Toomy associe aux « Langoliers », des monstres qui l'effrayaient quand il était enfant.

### Vue imprenable sur jardin secret
Mort Rainey, écrivain, reçoit la visite d'un homme, John Shooter, qui l'accuse d'avoir plagié une histoire qu'il a écrite. Devant les protestations d'innocence de Mort, Shooter lui laisse le manuscrit en question, Vue imprenable sur jardin secret, ainsi qu'un peu de temps pour prouver sa bonne foi, sans quoi il devra lui offrir une compensation s'il ne veut pas avoir des ennuis très sérieux. Quand Rainey lit l'histoire, il s'aperçoit qu'elle est semblable à une de ses nouvelles, Sowing Season, la seule différence majeure étant la fin.

## Accueil et distinctions
Le recueil est resté 22 semaines (dont cinq à la première place) sur la New York Times Best Seller list, y apparaissant directement à la première place le 16 septembre 1990. Le Publishers Weekly le classe à la deuxième place des meilleures ventes de livres de fiction aux États-Unis en 1990.
En 1991, le recueil (Minuit 2 et Minuit 4) a remporté le prix Bram Stoker du meilleur recueil de nouvelles et été nommé prix Locus du meilleur recueil de nouvelles, terminant à la sixième place. La même année, Les Langoliers a été nommé au prix Bram Stoker de la meilleure nouvelle longue.

## Adaptations
Les Langoliers a fait l'objet d'une adaptation sous forme de téléfilm et sous le même titre en 1995, alors que Vue imprenable sur jardin secret a été adaptée au cinéma, sous le titre de Fenêtre secrète, avec Johnny Depp et John Turturro dans les rôles principaux, en 2004.